# Memorial del Holocausto del Pueblo Judío

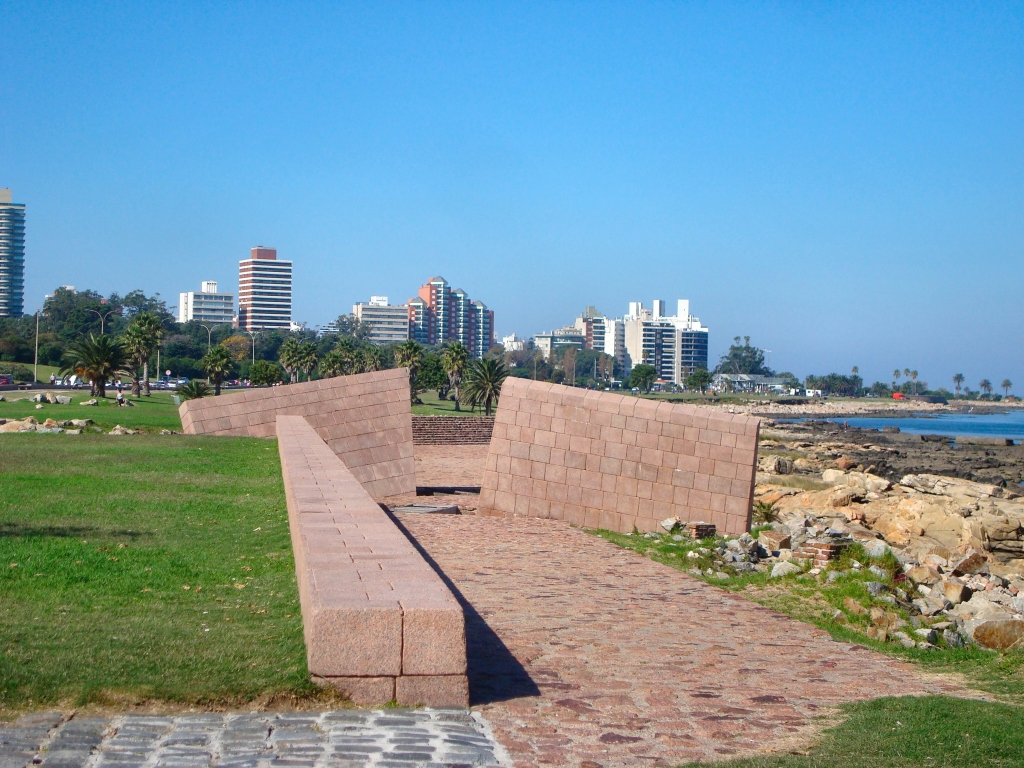
Memorial Judío en Montevideo

Memorial del Holocausto del Pueblo Judío es un memorial dedicado a las víctimas del Holocausto. Está localizado en el barrio montevideano de Punta Carretas, en la Rambla Presidente Wilson, sobre el Río de la Plata.
El memorial fue inaugurado en 1994. Se construye a partir de una convocatoria de la Intendencia de Montevideo, que en 1992 llama a un concurso, adjudicando el primero premio a los arquitectos uruguayos Gastón Boero, Fernando Fabiano y Sylvia Perossio.
La obra, construida en granito rosado, consiste en un muro de ciento veinte metros de largo que se disponen a lo largo de la rambla, en paralelo al río. El muro representa la historia del pueblo judío. En la parte central, se interrumpe con un gran hueco emplazado entre dos bloques de granito que aluden a la tragedia del Holocausto. 
Al otro lado del muro hay diversas figuras organizadas en un recorrido que comienza sobre una rampa de piedra descendente entre la que aflora roca natural del lugar. Por la rampa se llega hasta el punto más bajo del monumento que se atraviesa por dos puentes de madera estrechos, tras los cuales aparece una gran explanada donde se encuentran tres placas labradas con textos bíblicos y de pensadores de origen judío. El recorrido continúa por una rampa ascendente, finalizando con una escalinata de salida. El monumento está integrado al paisaje, pasando prácticamente desapercibido desde la calle, pero con una presencia más imponente si se lo observa desde la costa.
Esta obra fue declarada Monumento Histórico Nacional por el Ministerio de Educación y Cultura. Además, fue seleccionada para representar a Uruguay en la Bienal Mundial de Arquitectura 1995. También fue expuesta en la Bienal de Chile y en el Museo de Arte Moderno de Nueva York. En 1998 fue seleccionada entre las mejores obras latinoamericanas, por la Fundación Mies Van der Rohe de Barcelona.
En octubre de 2017, la obra fue vandalizada con pintadas de corriente negacionista del holocausto, lo que llevó a incluir cámaras en el lugar como medida preventiva contra este tipo de actos.

## Imágenes del memorial

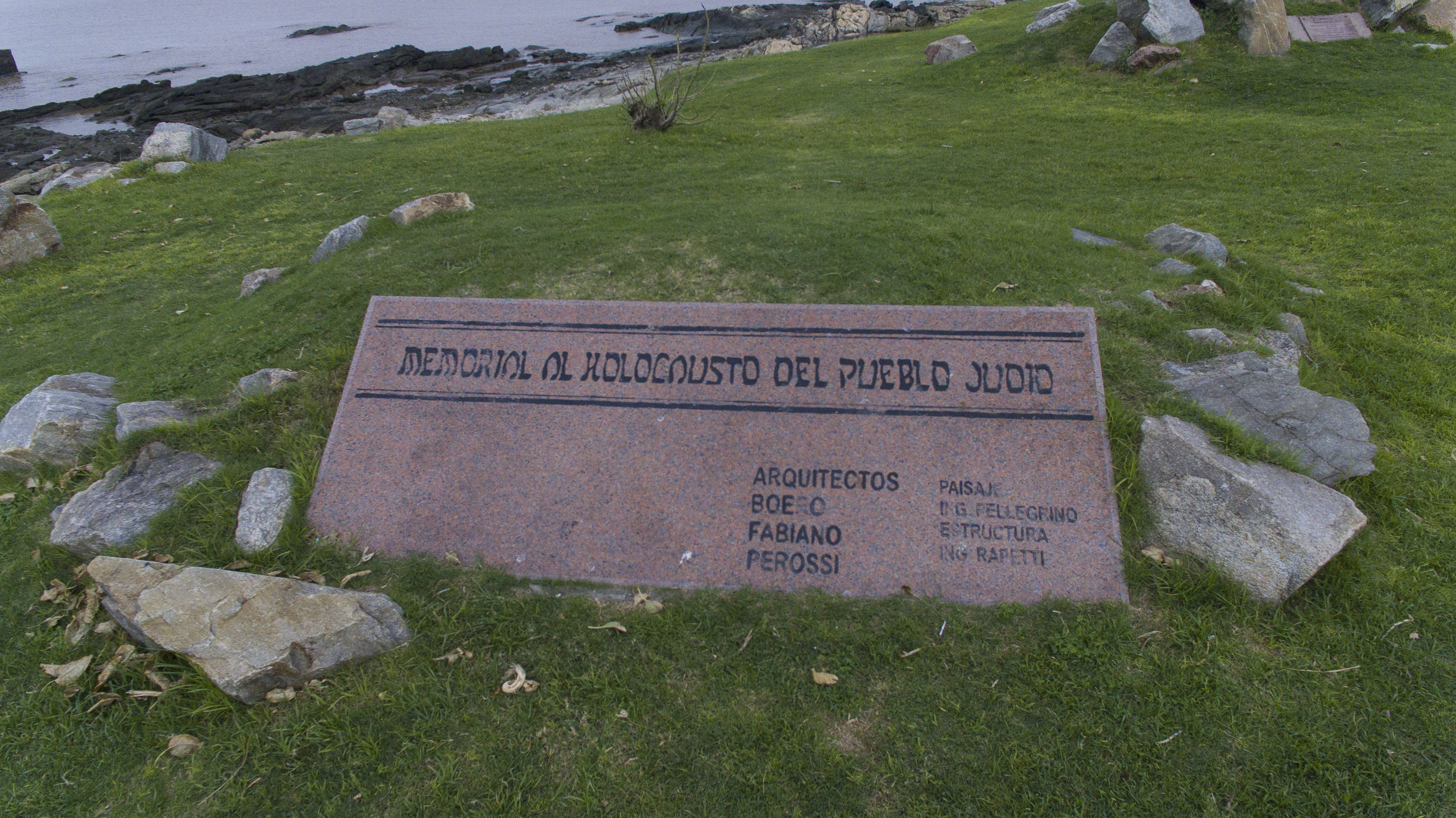
Memorial del Holocausto del Pueblo Judío, Montevideo, Uruguay
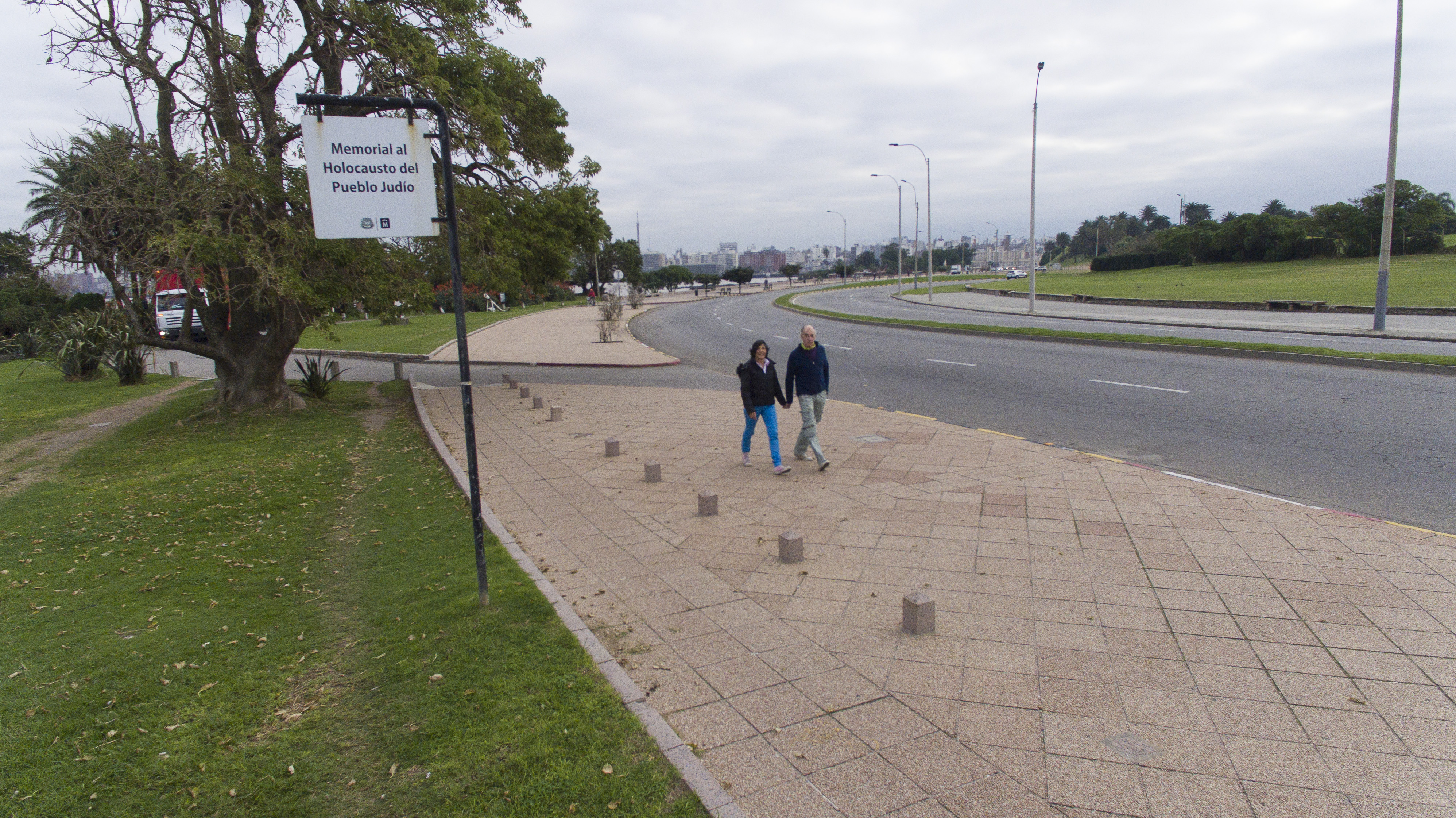
Memorial al holocausto del pueblo judío, Montevideo, Uruguay.
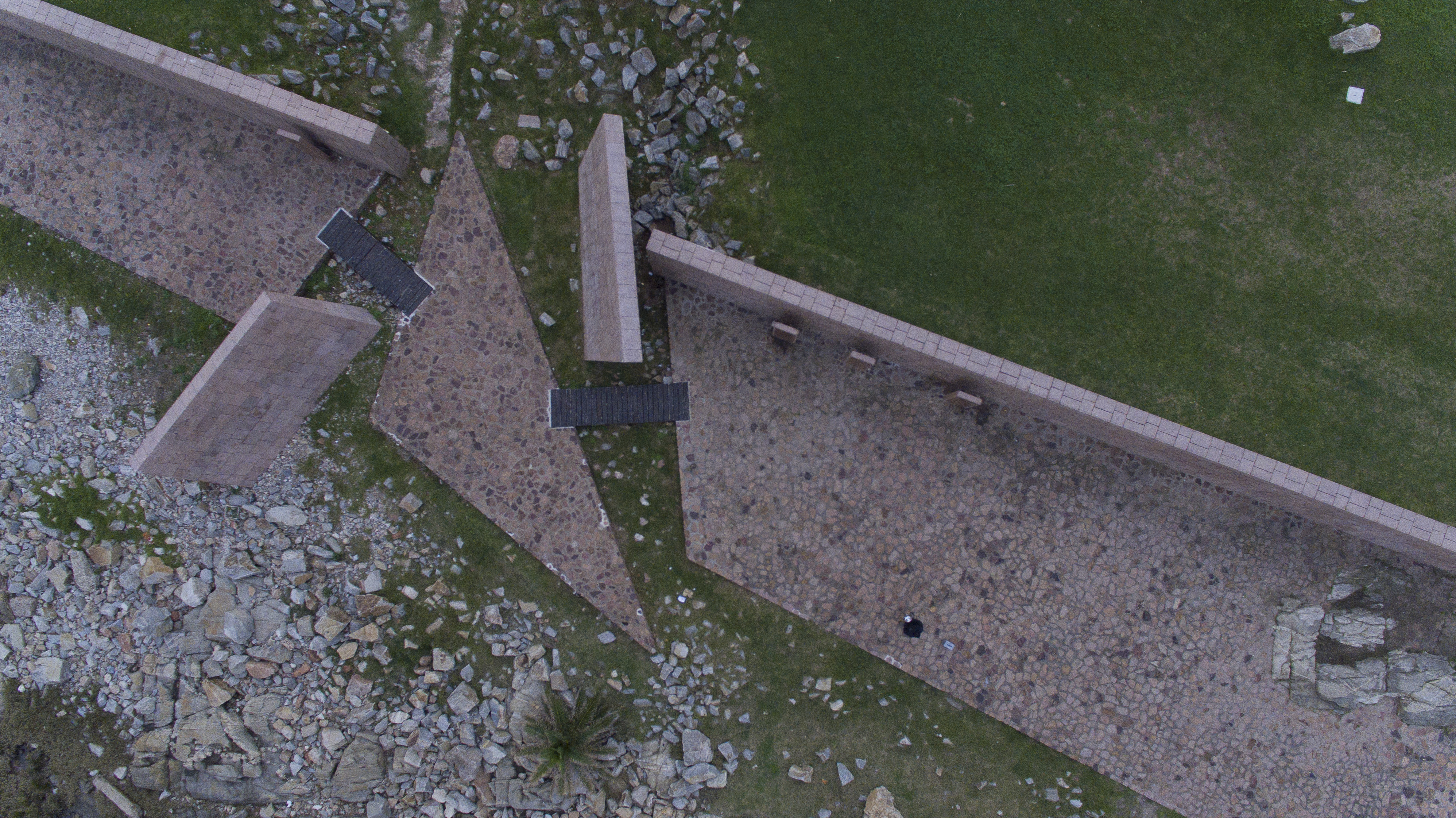
Memorial al holocausto del pueblo judío, Montevideo, Uruguay.
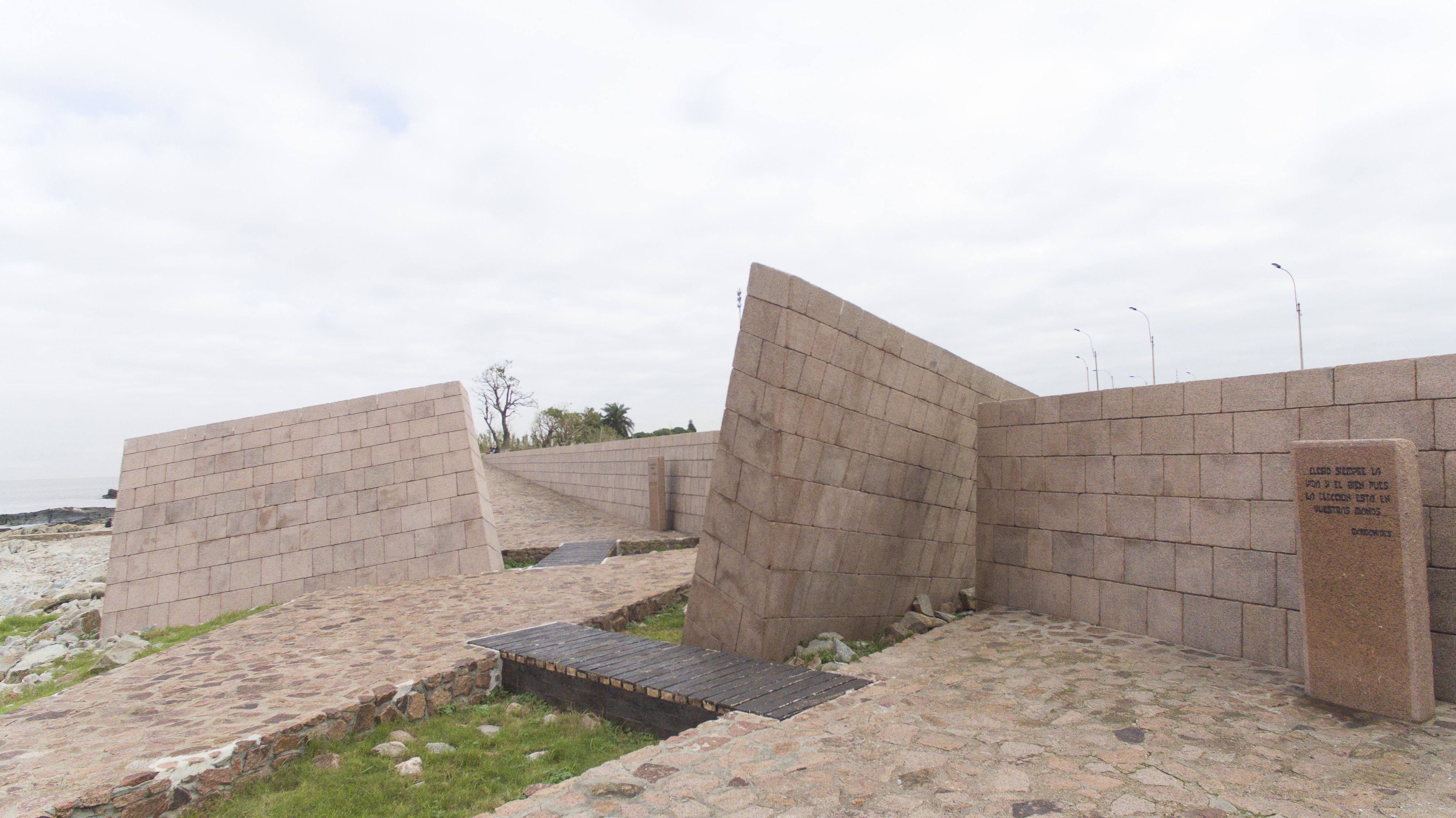
Memorial al holocausto del pueblo judío, Montevideo, Uruguay.
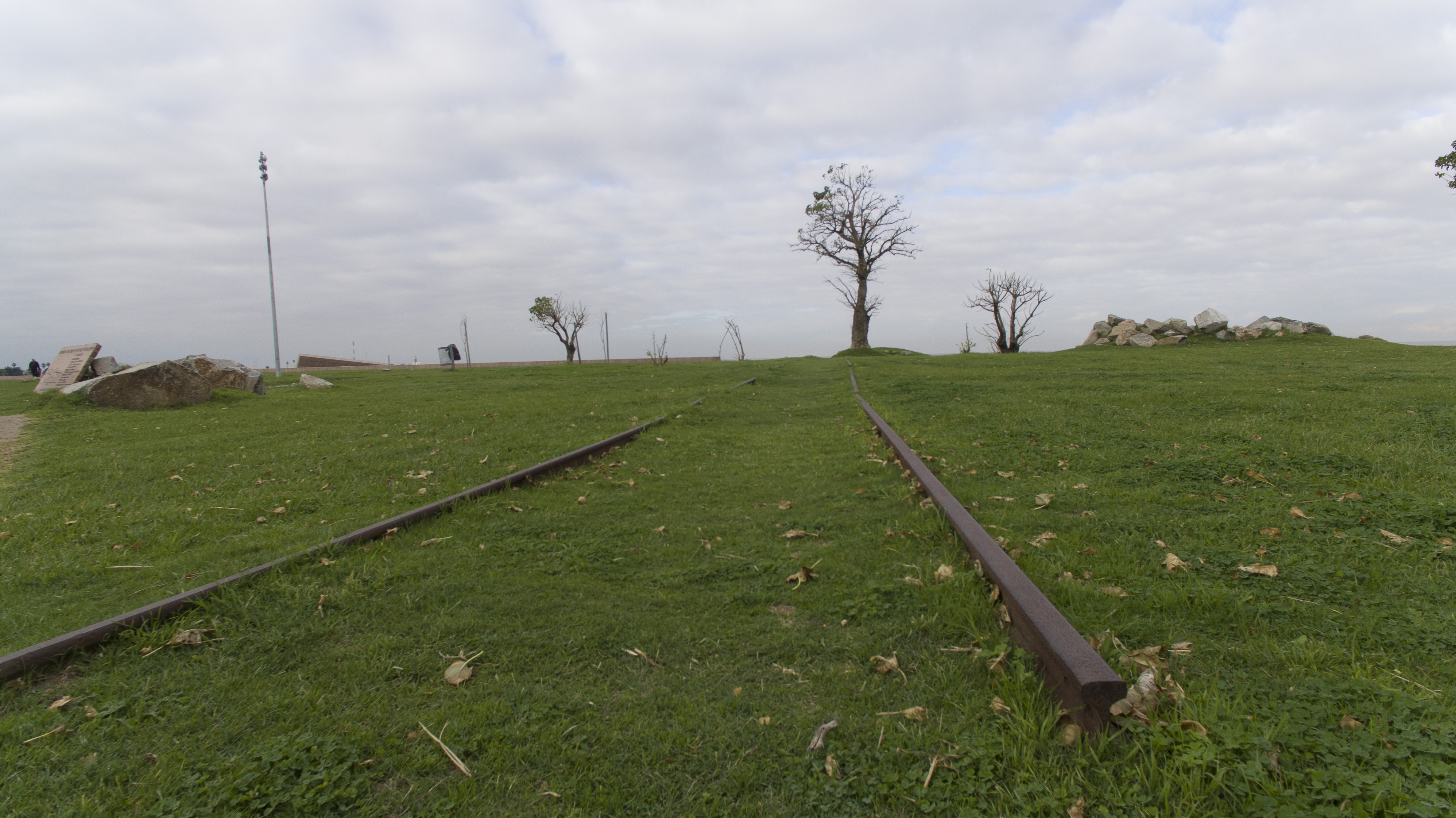
Memorial al holocausto del pueblo judío, Montevideo, Uruguay.